# Daniel Arenas
Daniel Enrique Arenas Consuegra (Bucaramanga, 30 de marzo de 1979) es un actor colombiano. Se dio a conocer por participar en el reality show Protagonistas de nuestra tele en 2002 y llegar a ser finalista del mismo.

## Biografía
Es hijo de Jorge Enrique Arenas y Leonor Consuegra. Es el menor de 6 hermanos.

## Carrera
Vivió un corto tiempo en Estados Unidos donde participó en varios programas unitarios. Se dio a conocer en el 2002 por el programa de competencia Protagonistas de novela. Fue nombrado por la revista TVyNovelas en Colombia como el «actor más sexy del año», gracias a esto logró obtener su primer papel protagónico como Hans Hakerman en la telenovela colombiana Francisco el Matemático en el 2003. 
En 2005 participó como protagonista juvenil en la telenovela Los Reyes, durante ese mismo año hasta el 2010 participó en varias telenovelas colombianas como Nuevo rico, nuevo pobre, La sucursal del cielo, y Doña Bella. 
En 2010 luego de su trayectoria en su país natal, obtiene la ciudadanía mexicana y se muda a México en donde firma contrato de exclusividad con la empresa Televisa. Debutó por primera vez en la televisión mexicana con la telenovela Teresa producción de José Alberto Castro y en donde interpretó a «Fernando», uno de los personajes principales. Al año siguiente obtiene su primer rol principal en una producción de dicha empresa, en la telenovela Amorcito corazón.
En el 2013 protagonizó junto a Ana Brenda Contreras la telenovela Corazón indomable, una nueva versión basada en la telenovela venezolana La indomable, y a su vez en Marimar. En el 2014 incursionó en el cine con el cortometraje Prax: un niño especial en donde interpretó a Raymundo. Luego en ese mismo año, protagonizó junto a Maite Perroni la telenovela La gata basada en la telenovela venezolana del mismo nombre producida en 1968.
En el 2016 protagonizó la telenovela Despertar contigo, una nueva adaptación de Pobre Pablo, una producción original de RCN Televisión. En el 2017 fue elegido por el productor Juan Osorio para integrarse al elenco de la telenovela Mi marido tiene familia, telenovela basada en la serie sur-coreana My Husband Got a Family, la cual protagonizó junto a Zuria Vega y en donde interpretó a Robert Cooper, un médico especializado en quemadura de niños, que se crio en Estados Unidos debido a que sufrió el abandono de sus padres. Luego de haberse realizado la primera temporada, el 18 de octubre de 2017 se confirmó que la telenovela sería la primera producción de Televisa en tener una segunda parte. La producción de la segunda temporada inició el 9 de mayo de 2018, con el cambio del título a Mi marido tiene más familia. El 28 de septiembre de 2018, Arenas abandonó la producción debido a compromisos familiares. Y posteriormente terminó su contrato de exclusividad con Televisa tras haber pertenecido siendo imagen exclusiva de dicha empresa.

## Filmografía
| Año  | Título                    | Personaje   | Notas        |
| ---- | ------------------------- | ----------- | ------------ |
| 2011 | Poquita ropa, la película | Desconocido |              |
| 2014 | Prax: un niño especial    | Raymundo    | Cortometraje |

| Año       | Título                    | Personaje                          | Notas |
| --------- | ------------------------- | ---------------------------------- | --- |
| 2002      | Protagonistas de novela   | Él mismo                           | Concursante |
| 2003–2004 | Francisco el Matemático   | Hans Hakerman                      | |
| 2005      | Los Reyes                 | Santiago «Santi» Iriarte           | Nominado—Premios India Catalina al mejor actor de reparto de telenovela |
| 2007      | Nuevo rico, nuevo pobre   | Erwin Alfonso                      | |
| 2008      | La sucursal del cielo     | Samuel Lizacano                    | |
| 2010      | Doña Bella                | Nicolás Ayala                      | |
| 2010–2011 | Teresa                    | Fernando Moreno Guijarro           | |
| 2011–2012 | Amorcito corazón          | William «Willy» Guillermo Pinzón   | |
| 2013      | Corazón indomable         | Octavio Narváez                    | - Nominado—Premios people en Español al mejor actor - Nominado—Premios people en Español a la mejor pareja (con Ana Brenda Contreras) - Nominado—Premios TVyNovelas al mejor actor protagónico - Ganador—Premios TVyNovelas Favoritos del público al más guapo - Nominado—Premios Juventud a está buenísimo |
| 2014      | La gata                   | Pablo Martínez Negrete             | Nominado—Premios TVyNovelas al mejor actor protagónico |
| 2016–2017 | Despertar contigo         | Pablo Herminio Leal Ventura        | |
| 2017–2019 | Mi marido tiene familia   | Robert Cooper / Juan Pablo Córcega | Nominado—Premios TVyNovelas al mejor actor protagónico |
| 2019–2020 | Médicos, línea de vida    | Dr. David Paredes                  | |
| 2021      | S.O.S Me estoy enamorando | Alberto Muñoz Cano                 | |
| 2022–2024 | Hoy día                   | Conductor                          | Programa matutino |

### Teatro
- Jesucristo Superestrella (2006)
- Gaitán, el hombre a quien amé (2009)
- Qué rih mambo (2012)
- Hércules, el musical (2012)